# ウェイン・スタティック
ウェイン・スタティック（Wayne Static）の芸名で知られるウェイン・リチャード・ウェルズ（Wayne Richard Wells、1965年11月4日 - 2014年11月1日）は、アメリカ合衆国のミュージシャン。インダストリアル・メタルバンド、スタティック-Xでボーカルとギター、キーボード、プログラミングを担当していた。妻はポルノ女優のテラ・レイ。

## 来歴
ミシガン州シェルビー出身。シカゴでゴシックバンド、DEEP BLUE DREAMを結成し活動を始める。デビュー前のスマッシング・パンプキンズとよくリハーサル・スタジオで一緒になり、ビリー・コーガンと意気投合、当時ビリーが働いていたレコード店の同僚のケン・ジェイを紹介される。この出会いをきっかけにケンはDEEP BLUE DREAMに参加することになる。しかし、メンバーチェンジが頻繁に起こるなど活動が軌道に乗らず、さらに当時のシカゴのロック・シーンの低迷も加わり、2人の活動は断念しロサンゼルスへと移り住んだ。ウェインとケンはバンド内唯一のカリフォルニア州出身者でデスメタルバンドの経験があるトニー・カンポスを誘い新バンドのDRILLをスタートする。ダウンタウンのダウンタウン・スタジオで連日リハーサルを行う。ウェイン、ケン、トニーの3人が利用していたリハーサルルームの向かいのリハーサルルームを利用していたコーイチ・フクダと知り合い、コーイチは正式メンバーとして迎え入れられ4人組となった。DRILLがスタートし大分経った後、DRILLと名乗るバンドが他にも存在したためすぐにSTATICに改名する。その後、コール・チェンバーのデズ・ファファーラと知り合う。デズ・ファファーラがSTATICのデモを気に入り、サンセット・ストリップにある有名なクラブ"ロキシー"や"ウィスキー・ア・ゴーゴー"に出演を働きかけたりしてから、自由に動けるようになる。そしてコール・チェンバー、スレイヤー、フィア・ファクトリー、スノット、システム・オブ・ア・ダウン、Hed PE、らと共演を重ね頭角を表し、1998年にワーナー・ブラザースと契約した。STATICに改名後もSTATICと名乗るバンドが複数いることが判明し、STATICの後に"-X"と付けることにした。
ホラー映画『チャイルド・プレイ』の続編である『ブライド・オブ・チャッキー』のサウンドトラックに『Bled for Days』(Wisconsin Death Trip収録とは別ヴァージョン)を提供する形でデビュー。その後同曲と『Push It』のコーンのボーナスCD『Extre Values』への提供を経て、1stアルバム"Wisconsin Death Trip"で本格デビューを飾った。1999年3月23日に"Wisconsin Death Trip"はリリースされた。パンテラやデフトーンズをプロデュースしたウルリッヒ・ワイルドと、バンドの共同プロデュースとなった。"Wisconsin Death Trip"リリース後、STATIC-Xはオズフェストに参加し全米各地をサーキットした。
STATIC-Xが過去にリリースしたEP "Death Trip Continues"と"Otsegolation"が1999年4月22日に発売したプレイステーションのゲーム『オメガブースト』に採用された。2枚目のアルバム"Machine"は2001年5月22日にリリースされた。Static-Xは早くも3枚目のアルバム"Shadow Zone"の収録を開始。彼らが"Shadow Zone"のレコーディングを開始する前にケン・ジェイは音楽の方向性の違いからバンドを脱退、アルバムの中ではア・パーフェクト・サークルのジョシュ・フリーズがドラムを担当、代わりに元シーザーのニック・オシロがジェイの後を引き継ぐ事になった。同時期にステインドのサポート・アクトを務めるなど、全米をツアーを開始していた。"Shadow Zone"は2003年10月7日にリリースされた。2004年の7月20日にリリースされたコンピレーションアルバム、"Beneath... Between... Beyond..."には新曲と同時にデモなどが収録されている。その年にウェインはスキニー・パピーのゲストボーカルを担当した。"Beneath... Between... Beyond..."のリリース後、4枚目のアルバム"Start A War"の製作に取り掛かった。2005年の2月にトリップ・アイゼンが未成年者に対する性的容疑で逮捕され、Static-Xをクビになる。アイゼンの代わりに元ギタリスト、コーイチ・フクダがStatic-Xに復帰。2005年6月14日に"Start A War"をリリース。このアルバムの曲"Skinnyman"が有名なレースゲーム『ニード・フォー・スピード モスト・ウォンテッド』に採用された。2007年の4月3日に5枚目のアルバム"Cannibal"をリリース、そして2009年の3月17日には6枚目のアルバム"Cult of Static"をリリースした。STATIC-X名義で最後のアルバムとなったが、この2作は日本盤が発売されていない。
2009年、ウェインが自身のソロ・プロジェクトに集中するため、スタティック-Xは活動休止状態となる。また2011年には初のソロアルバム"Pighammer"をリリース。
2012年にスタティック-Xは新しいラインナップで活動を再開する。しかし、2013年9月5日にウェインがバンドのFacebookページにて解散を宣言。解散理由については、メンバー間のイザコザなどが原因であるとインタビューで語っている。また、今後は自身のソロ・プロジェクトである「Wayne Static」にてスタティック-Xの楽曲をプレイするとしている。
2014年11月1日、ウェインは48歳で死去。バンドのFacebookには、「2014年11月1日、プラチナム・セールスのミュージシャンでウェイン・スタティックとして知られるウェイン・リチャード・ウェルズが48歳で亡くなった。ウェイン・スタティックは元スタティック-Xのエネルギッシュなフロントマンで、その後はソロ活動も成功し、これから数か月、パワーマン5000やドラウニング・プールとジョイント・ヘッドライン・ツアーを行う予定だった」と、声明が発表された。メタル界から多くの追悼の言葉が寄せられており、スリップノットのコリィ・テイラー、コーンのジョナサン・デイヴィス、ジェーンズ・アディクションやレッド・ホット・チリ・ペッパーズのデイヴ・ナヴァロ、システム・オブ・ア・ダウンのシャヴォ・オダジアンが追悼の言葉を寄せている。死因は明らかにされていないが、彼の広報は、噂されるドラッグが原因ではないとの声明を発表しており、広報がWENN（World Entertainment News Network）に送った声明文によると、ウェインは睡眠中に亡くなったという。広報は、「スタティックの1stソロ・アルバム『Pighammer』は、彼のドラッグなしの新たな人生に対するトリビュートであり、ほかの人たちがハードな薬物を断つ助けになることを願って作られたものです。数日内に彼の死について正式な情報を発表します。ドラッグ関連でも過剰摂取でもありません。どうか、彼の家族や奥さんを思いやり、ポジティブなメッセージを残してください」と、発表している。ウェインの妻のテラ・レイも2009年の時点でウェインがドラッグの使用を辞めている事を告白している。

## ディスコグラフィ

### ソロ
スタジオアルバム
| 年   | アルバム                                                                       | 最高順位 | 最高順位 | 最高順位 | 最高順位     | 最高順位 |
| 年   | アルバム                                                                       | US       | US Rock  | US Ind.  | US Hard Rock |          |
| ---- | ------------------------------------------------------------------------------ | -------- | -------- | -------- | ------------ | -------- |
| 2011 | Pighammer - 発売日: 2011年10月4日 - レーベル: Dirthouse - フォーマット: CD, DI | 97       | 22       | 16       | 7            |          |

シングル
- 2011 – "Assassins of Youth"